# Yann Le Bohec
Yann Le Bohec (Cartagine, 26 aprile 1943) è uno storico francese specializzato in storia dell'Africa romana e storia dell'esercito romano.

## Biografia
Nel 1982 si laurea con una tesi sulla Legio III Augusta presso l'Università di Paris X: Nanterre, dove rimase assistente di cattedra dal 1972 al 1981, e poi docente dal 1981 al 1985.
Ha insegnato presso l'Università di Grenoble dal 1985 al 1989, in seguito a Lione (dove ha fondato e diretto il DESS ovvero "Diplôme d'études supérieures spécialisées") fino al 2001, quando fu nominato professore di storia romana all'Università Paris IV: Paris-Sorbonne, dove attualmente insegna. Nel 2000 fu, inoltre, eletto vicepresidente della sezione "Storia e Archeologia delle civiltà antiche" del Comitato delle Opere storiche e scientifiche. Egli è anche Vicepresidente del Centro Scientifico per lo studio della storia della Difesa.